# Lor

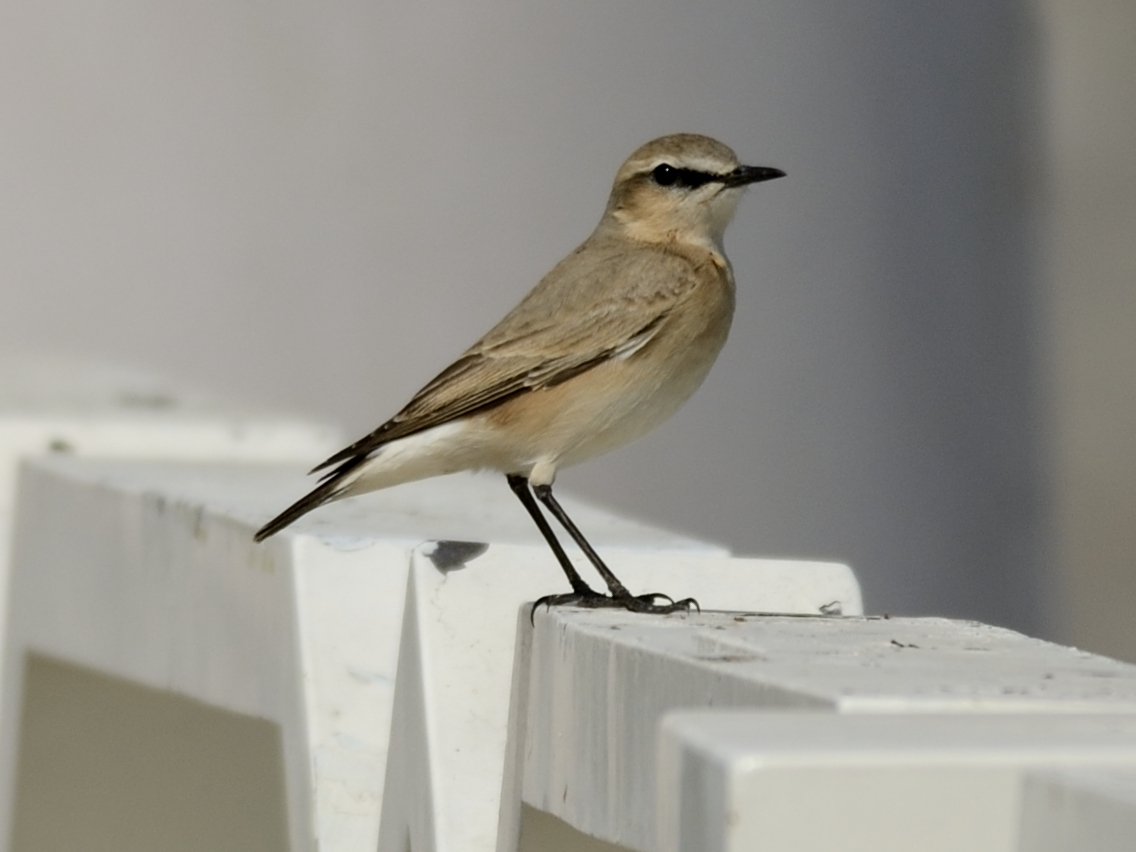
La masculul pietrarului răsăritean (Oenanthe isabellina) lorul este negru

Lorul (lorum), numit și frâu, regiunea frenală (frânală), la păsări este porțiunea dintre baza ciocului și ochi. Lorul poate fi golaș (fără pene), iar pielea care acoperă această regiune este uneori colorată, ca la cormorani. Penele acestei regiuni pot forma o linie, numită "linia lorală". Culoarea lorului este folosită în identificarea păsărilor. De ex. la  masculul pietrarului răsăritean (Oenanthe isabellina) linia lorală este neagră, la botgros (Coccothraustes coccothraustes) lorul este negru, la presură de munte (Emberiza cia) masculul are lorul negru, iar femela brun-negricios sau brun-cenușiu, la crestețul pestriț (Porzana porzana) lorul și obrajii sunt roșietici în penajul de iarnă, la fâsă roșiatică (Anthus cervinus) dunga supraciliara, lorul și gușa sunt roz-roșietice.
La reptile lorul reprezintă porțiunea dintre ochi și nară, sub forma unei adâncituri superficiale. Aici se află scutul loreal sau lorealul, numit și scutul frenal sau frenalul, și scutul preocular.